# Blackle.com
Blackle.com é um motor de pesquisa da Heap Media sediada na Austrália que poupa energia. Isso se daria pelos efeitos do fundo totalmente negro, sendo tal resultado presente basicamente nos monitores CRT, LED Backlight LCD, OLED e Plasma. Tal premissa serviu de base para criação de websites similares como o brasileiro eco4planet.
Apesar de utilizar o Google como motor de pesquisa, Blackle.com não pertence à Google Inc.